# 関口章
関口章（せきぐち　あきら、1952年2月14日 - ）は、日本の化学者。専門は有機化学。群馬県出身。理学博士（筑波大学）。
ケイ素 などの高周期有機元素化学分野で有名。

## 略歴
- 1970年 - 群馬県立富岡高校卒業。
- 1974年 - 群馬大学工学部卒業。
- 1976年 - 群馬大学大学院工学研究科修士課程修了。
- 1978年 - 筑波大学化学系研究科博士課程中退。
- 1978年 - 筑波大学技官。
- 1981年 - 筑波大学化学系助手。
- 1982年 - 筑波大学化学系講師。
- 1987年 - 東北大学理学部助教授。
- 1996年 - 筑波大学化学系教授。
- 現在筑波大学大学院数理物質科学研究科学際物質科学研究センター教授。

群馬大学時代は右田俊彦教授、筑波大学時代は安藤亘教授、東北大学時代は櫻井英樹教授の下で研究。

## 受賞歴
- 1991年 - 有機合成化学奨励賞。
- 1992年 - 有機合成化学協会研究企画賞。
- 1996年 - 日本IBM科学賞。
- 1997年 - 日本化学会学術賞。
- 2000年 - 日本化学会BCS賞
- 2004年 - フンボルト賞。
- 2006年 - キッピング賞。
- 2012年 - 日本化学会賞。
- 2014年 - 紫綬褒章[1]。
- 2014年 - ワッカーシリコーン賞。
- 2025年 - 瑞宝中綬章[2][3]